# Rasam (Suppe)
Rasam, Saaru oder Chaaru (Telugu: చారు) ist eine dünnflüssige, säuerlich-würzige Suppe der südindischen Küche, die traditionell mit Reis serviert wird. Das Gericht ist in Südindien weit verbreitet und die Zubereitung hängt maßgeblich von den Geschmäckern und Traditionen der jeweiligen Region ab. Besonders beliebt ist Rasam in Tamil Nadu. In den umliegenden Staaten Indiens ist die Suppe auch unter den Namen Saaru oder Chaaru bekannt. Zu den bekanntesten Varianten zählen unter anderem Tomato Rasam, Lemon Rasam oder auch Parupu Rasam aus Straucherbsen.

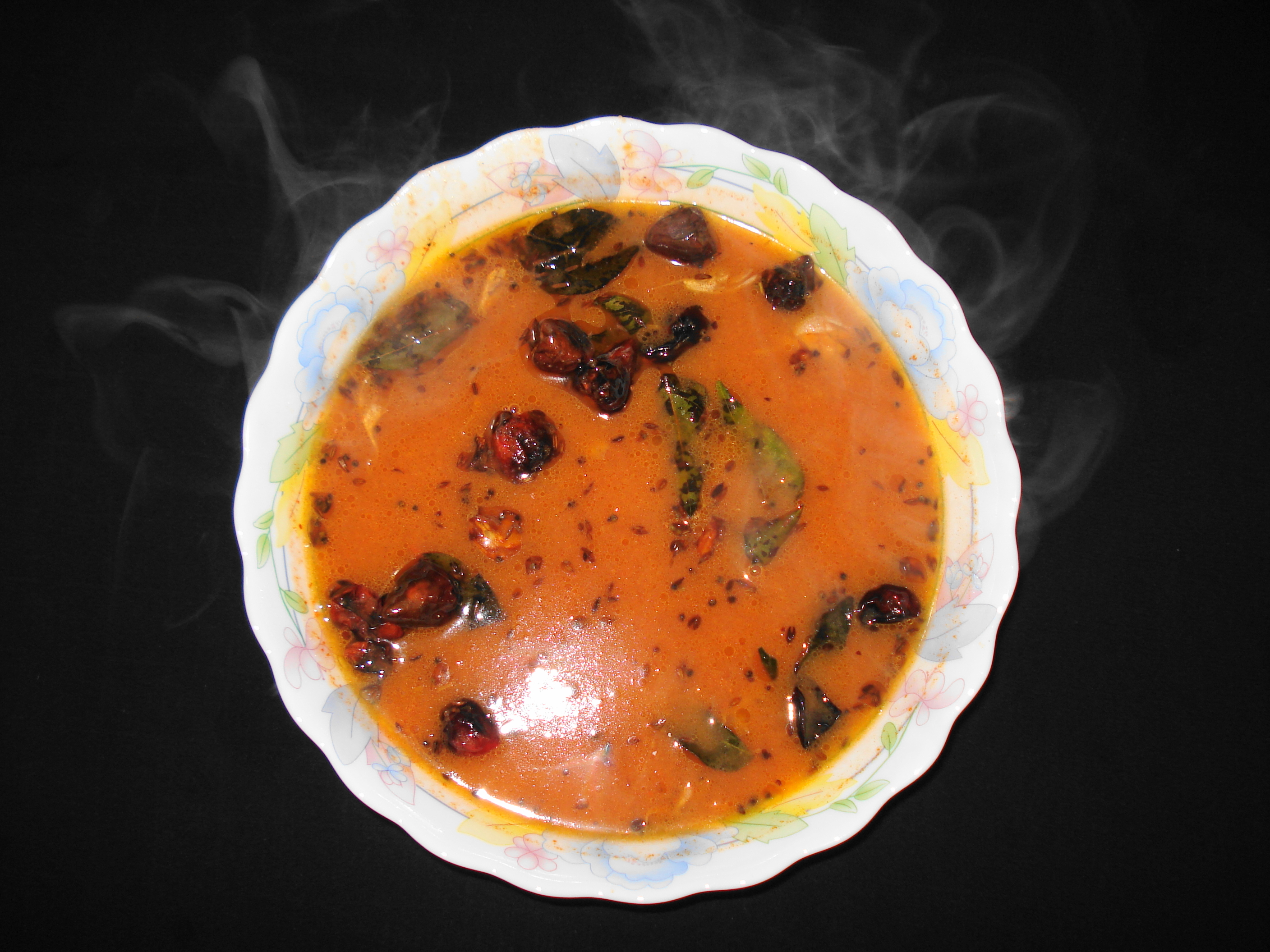
Rasam

Rasam dient in der südindischen Küche als Appetitanreger und wird in der Regel zu Reis serviert. In einem traditionellen Menü folgt Rasam auf Sambar und wird von Curd Rice, einem kalten Gericht aus gewürztem Joghurt und Reis, abgelöst.

## Zutaten
Rasam bedeutet aus dem Tamil übersetzt „Saft“, wobei in der Regel für die Zubereitung Tamarindensaft verwendet wird. Ursprünglich bestand Rasam aus schwarzem Pfeffer und Tamarinde, da beide Zutaten in Südindien oft im Überfluss vorhanden waren. Weitere weit verbreitete Zutaten sind Zitronen- und Tomatensaft, Amchur sowie der scharfe Saft des Ingwers. Zuweilen wird Rasam auch mit Hülsenfrüchten angereichert. Unter den verbreitetsten Gewürzen sind neben schwarzem Pfeffer, Salz und Kreuzkümmel, wobei heute ergänzend auch ein spezielles Rasam Powder verwendet wird, das in der Regel Koriandersamen, Kurkuma, Curryblätter und Asant beinhaltet. Auch Kokosnussmilch, Buttermilch, Gemüse und Jaggery werden zuweilen während der Zubereitung hinzugegeben.

## Zubereitung
Die für das gewünschte Rasam benötigten Zutaten, beispielsweise Tamarinde, Tomaten, Linsen und Gewürze, werden zusammen in reichlich Wasser gekocht, sodass eine dünnflüssige Suppe entsteht. Tomaten werden gehackt oder als Püree verwendet. Ingwer wird gehackt hinzugegeben. Wird Rasam aus Straucherbsen zubereitet, so werden diese eingeweicht und vor dem Kochen zu einer feinen Paste zermahlen.